# Torp, Nora
Torp var en by i Nora socken, Heby kommun, Uppland.
Torp omtalas i dokument första gången 1366 ("i Thorpe") då Jöns i Torp bytte till sig 42 penningland och en kvarn i Ärligbo av Tidekin i Torp. 1377 omnämns två vidervarumän från Torp. I jordeboken under 1500-talet upptas Torp som ett helt mantal skatte om 10 öresland, 1549 anges Torp inneha den annars okända konungsallmänningen "Bobbemyra" i Harbo socken. Torp redovisas på storskifteskartan 1769 ha skog och utmark gemensam med Disebo i Östervåla socken och Ärligbo i Nora, och Torp är troligen moderby till dessa. Men Torp saknar järnåldersgravfält och är troligen en medeltida avsöndring från Holm där gravfält finns.
Bland bebyggelser på ägorna märks gårdarna i byn, Anders-Mats, Anders-Pers, Jan-Anders, Lars-Ols och Ol-Ols. Två av gårdsnamnen syftar på brukare i samband med laga skifte 1854. Björknäs eller Flaten är en lägenhet uppförd i början av 1900-talet. Furuvik är en annan lägenhet från början av 1900-talet, här fanns tidigare en ångkvarn och såg. Även Kristinelund och Oskarshamn är två lägenheter uppförda 1904, Svebo är uppfört ungefär samma tid. Torpshus var en tid soldattorp för soldaten 114 Torpling vid livgrenadjärregementet. Torpsta uppfördes 1898.